# Erreur (droit civil)
En droit civil, l'erreur est un des trois vices du consentement lors de la conclusion d'un contrat.

## Droit français
L'article 1133 du code civil français définit ce type d'erreur. Pour être considérée comme un vice du consentement, cette erreur doit donc tomber sur la substance même de l'objet. Entendue restrictivement, cela correspond à la matière dont la chose est faite.
La jurisprudence française reconnaît également l'erreur-obstacle et l'erreur indifférente. 

## Droit québécois
En droit québécois, l'erreur est un vice du consentement décrit à l'article 1400 du Code civil du Québec : 

« L’erreur vicie le consentement des parties ou de l’une d’elles lorsqu’elle porte sur la nature du contrat, sur l’objet de la prestation ou, encore, sur tout élément essentiel qui a déterminé le consentement.
L’erreur inexcusable ne constitue pas un vice de consentement. »

L'art. 1401 C.c.Q. concerne l'erreur provoquée par le dol.